# Nematocarcinus cursor
Nematocarcinus cursor is een garnalensoort uit de familie van de Nematocarcinidae. De wetenschappelijke naam van de soort is voor het eerst geldig gepubliceerd in 1881 door A. Milne-Edwards.